# Rikuzentakata

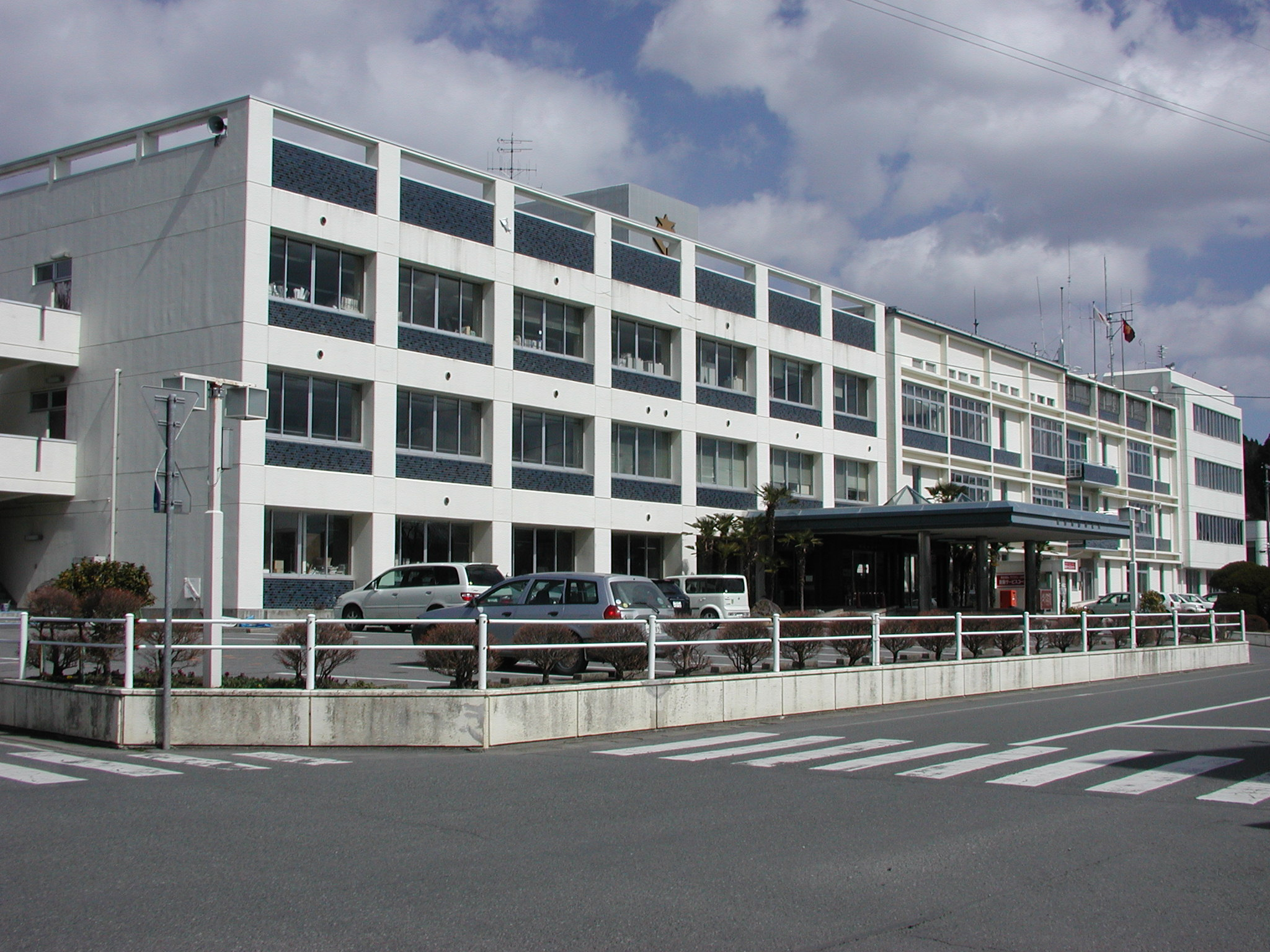
Rikuzentakatas stadshus före katastrofen 2011.

Rikuzentakata  (陸前高田市 Rikuzentakata-shi?) är en stad i prefekturen Iwate i Japan. Den grundades den 1 januari  1955. Staden drabbades hårt av tsunamin efter jordbävningen vid Tōhoku 2011, och från att ha haft 23 300 invånare vid folkräkningen 1 oktober 2010 sjönk folkmängden till under 20 000 invånare ett par år senare.

## Politik och styrelse
Rikuzentakata styrs av borgmästaren Nagato Nakasato, en politisk vilde som stöds av Japans kommunistiska parti. Kommunstyrelsen har 20 valda ledamöter.

## Transport
JR East järnvägslinje passerar med sex stationer i Rikuzentakata.

## Naturkatastrofer
RikuzenTakata rapporterades tidigt ha blivit helt "utsuddad från kartan" av tsunamin som svepte in från havet strax efter huvudskalvet från jordbävningen vid Sendai 2011. Enligt polisen har alla byggnader lägre än tre våningar varit fullständigt översvämmade, med byggnader högre än tre våningar delvis översvämmade. En av dessa är stadshuset, där vattenmassorna också nådde så högt. Japans självförsvarsstyrkor rapporterar att man funnit mellan 300 och 400 kroppar i staden.
Den 14 mars visade en illustrerad BBC-rapport bilder från staden beskriven i termer som "nästan helt tillplattad", och "Det är inte klarlagt hur många som överlevt."

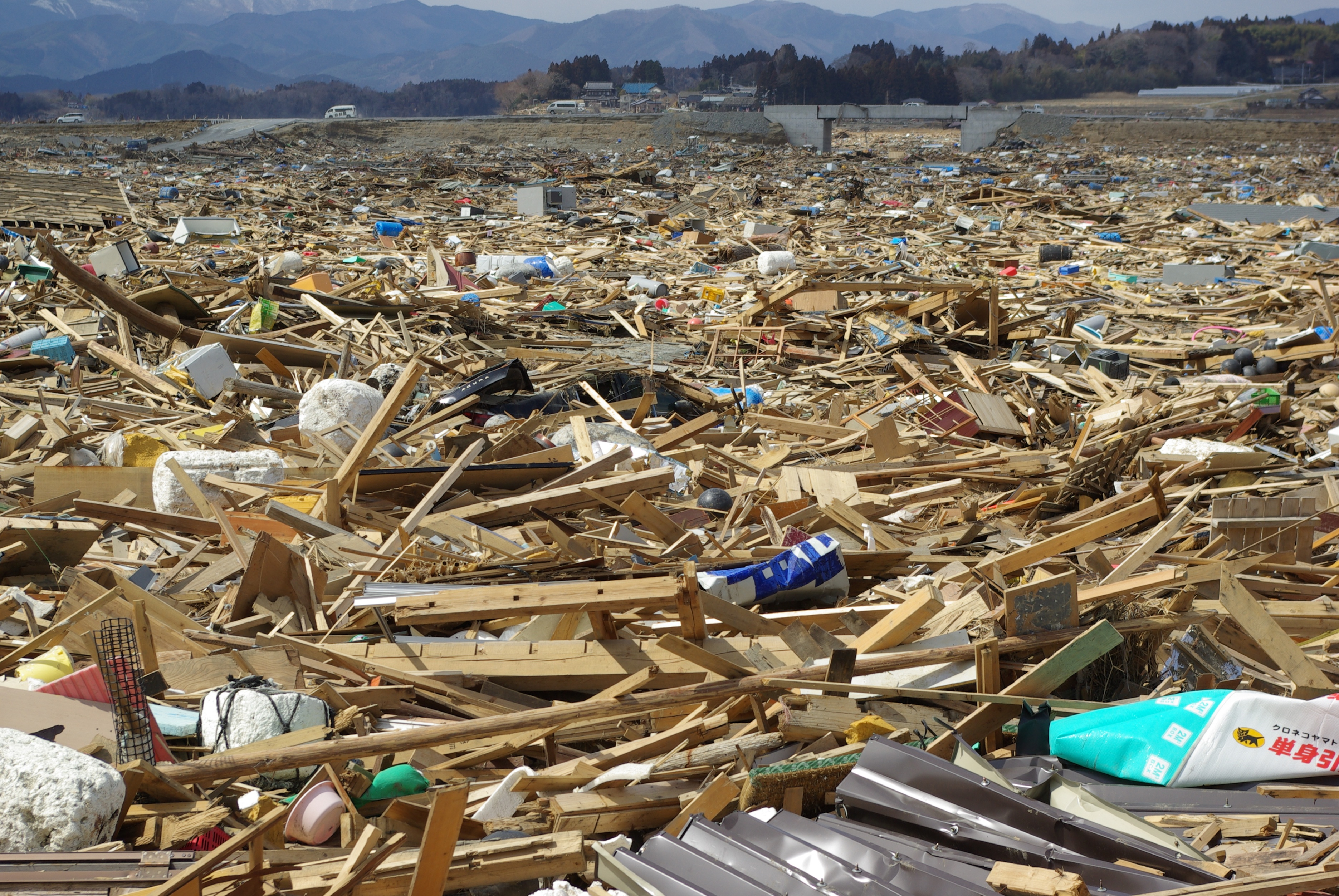
Förödelsen i Rikuzentakata efter tsunamin 2011.